# Carsten-Otto Nagel
Carsten-Otto Nagel (né le 23 septembre 1962 à Marne) est un cavalier de saut d'obstacles et éleveur de chevaux allemand.

## Biographie
À six ans, il monte dans la ferme familiale à Friedrichskoog et remporte ses premiers prix. En 1992, il travaille à l'écurie de Moorhof à Wedel.
Ses plus grands succès sont le Deutschen Spring-Derby en 1999 et 2010, le titre par équipe aux Championnats d'Europe à Hickstead en 1999, la médaille d'argent au Championnat d'Europe en 2009 et la médaille d'or par équipe aux Jeux équestres mondiaux de 2010 à Lexington.
En 1999 également, il devient champion d'Allemagne et se qualifie pour la coupe du monde.
Carsten-Otto Nagel est en couple avec la cavalière Mylène Diederichsmeier (de) et vivent ensemble depuis 2010 à Norderstedt. Il est issu d'une famille de cavaliers : son cousin est Tjark Nagel (de), dont le fils, Björn (de), concourt pour l'Ukraine
.

## Palmarès

### Jeux équestres mondiaux
- Jeux équestres mondiaux de 2010 à Lexington  États-Unis :
  -  Médaille d'or de saut d'obstacles par équipe, 5e en individuel avec Corradina

### Championnat d'Europe de saut d'obstacles
- Championnat d'Europe 1999 à Hickstead  Royaume-Uni :
  -  Médaille d'or par équipe, 20e en individuel
- Championnat d'Europe 2009 à Windsor  Royaume-Uni :

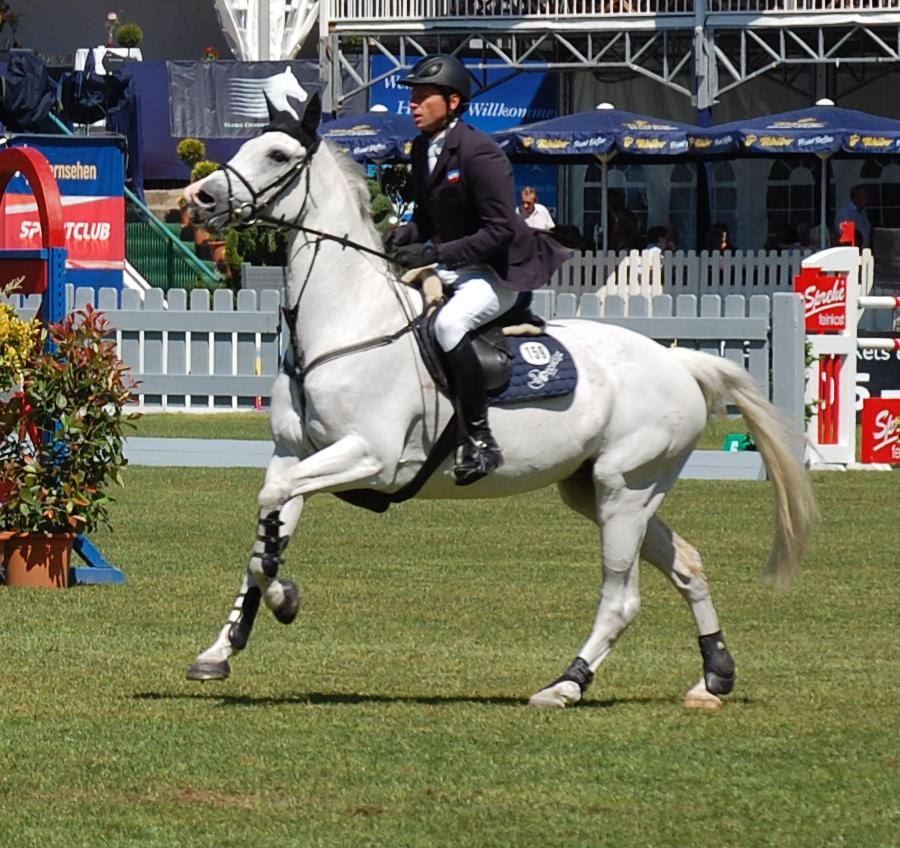
Carsten-Otto Nagel en 2013 sur Corradina

  -  Médaille d'argent en individuel avec Corradina
  -  Médaille de bronze par équipe
- Championnat d'Europe 2011 à Madrid  Espagne :
  -  Médaille d'or en individuel avec Corradina
  -  Médaille d'argent par équipe
- Championnat d'Europe 2013 à Herning  Danemark :
  -  Médaille d'argent par équipe avec Corradina

### Championnat d'Allemagne
- Championnat d'Allemagne 1999 à Verden :
  -  Champion avec L'Éperon
- Championnat d'Allemagne 2003 à Gera :
  - 6e place avec Elwood
- Championnat d'Allemagne 2009 à Balve :
  -  Médaille de bronze avec Corradina
- Championnat d'Allemagne 2011 à Balve :
  - 4e place avec Corradina
- Championnat d'Allemagne 2013 à Balve :
  -  Médaille d'argent avec Corradina

### Deutschen Spring-Derby
- 1999 : Victoire avec Wienerwirbel
- 2008 : 2e place avec Calle Cool
- 2010 : Victoire avec Lex Lugar

### Autres succès
- Coupe des nations de saut d'obstacles 2011 :  Médaille d'or avec Corradina
- Balve Optimum (de) 2008 : 3e place avec Cazaro
- CHIO d'Aix-la-Chapelle 2008 : 3e place avec Corradina

## Source, notes et références
1. ↑  Der Europameister von nebenan, Anne Pamperin / Hamburger Abendblatt vom 24. September 2011, abgerufen am 24. September 2011
2. ↑  Vgl. Artikel im Horseweb v. 12. Mai 2010
3. ↑  « fei.infostradasports.com/asp/l… »(Archive.org • Wikiwix • Archive.is • Google • Que faire ?).
4. ↑  Das Familientreffen - Springreiten: Tjark, Björn und Carsten-Otto Nagel starten von Donnerstag an beim Hallenturnier in Neumünster, Hamburger Abendblatt, 12. Februar 2003

- (de) Cet article est partiellement ou en totalité issu de l’article de Wikipédia en allemand intitulé « Carsten-Otto Nagel » (voir la liste des auteurs).